# 戈里亞奇克柳奇
44°38′N 39°08′E / 44.633°N 39.133°E
戈里亞奇克柳奇（俄语：Горя́чий Ключ，意即「溫泉」），又稱普謝庫普斯（Псекупс）是俄羅斯克拉斯諾達爾邊疆區南部的一個城市，位於普謝庫普斯河畔，為一渡假城市。距克拉斯諾達爾65公里。2002年人口27,693人。
1864年建立，1965年設市。